# Zoids: New Century Zero
Zoids: New Century Zero, o Zoids: New Century/Zero (ゾイド新世紀／ゼロ Zoido Shinseiki Surasshu Zero) es un anime creado por Makoto Mizobuchi en el 2001 por Shogakukan, Inc. Es la segunda serie de Zoids creada, basada en modelos robóticos producidos por TOMY. Esta serie consta de 26 episodios de aproximadamente 25 minutos de duración cada uno. Su serie sucesora fue Zoids: Fuzors.

## Trama
Zoids: New Century Zero ocurre 100 años después de la serie Zoids. Los Zoids ya no se utilizan para la guerra, sino que la naturaleza combativa de los Zoids y los seres humanos se concentra y es aprovechada con una serie de batallas, competencias y torneos, a cargo de la Zoids Battle Commission (ZBC).
Se trata de un muchacho llamado Bit Cloud (Bit Clode en la versión latinoamericana) que era un distribuidor de chatarra cuando él interrumpió accidentalmente una batalla del equipo Blitz. Le tomó una noche reconstruir el Liger Zero y se unió a este grupo, el Liger Zero era un zoid ideal para estas batallas.
En general el mundo de Zoids: New Century Zero corre alrededor de los equipos de zoids que luchan para mejorar sus posiciones y el premio en dinero para conseguir mejores piezas para sus zoids. Estas batallas son reguladas por la Zoids Battle Commission que envía a los jueces a los campos de batalla registrados para vigilar las peleas. Pero el equipo Backdraft se dedica a "monopolizar las batallas" porque dicen que las batallas de ZBC están arregladas. Tienen una amplia variedad de Zoids, engañan, mienten, y utilizan cada truco sucio que conocen para ganar. Pero el equipo Blitz siempre combatirá continuamente con los Backdraft para detener sus trampas.

## Personajes

### Personajes principales
Bit Cloud
 Seiyū: Takahiro Sakurai
Comenzando como un distribuidor de piezas zoids (la mayoría robadas), es obligado a formar parte del equipo Blitz al dañar a uno de sus Zoids durante una batalla. Luego se da cuenta de que él es el único capaz de pilotear el Liger Zero, a quién encontró en la base del equipo Blitz. Según se dice, Steve Toros fue engañado para comprarlo, y nadie fue capaz de conducirlo debido a su testarudo "comportamiento". Desde entonces, se creó un "lazo" entre Bit y Liger, haciendo a Bit el único capaz de pilotearlo, y quien pronto se unió al equipo Blitz como el zoid más fuerte.
Durante la serie, se da a conocer que el Liger Zero es uno de los Ultimate X, equipado con un Sistema Organoide Integrado y con inteligencia básica. Se dan muchas rivalidades entre Bit y muchos otros oponentes, como Brad Hunter, Harry Champ, Jack Cisco, León Toros, y Vega Obscuro.
Se cree que el primer nombre de Bit Cloud es derivado del término japonés "Bitto Shiyo-ze" traducido al español como "Animate" representado su despreocupada personalidad. Bit tiene una fuerte relación con su Liger Zero, tratándolo como un amigo y no como una máquina. Muchas veces se le ve en conflicto con Lina Toros, peleando por galletas, donas o la hora para el baño.
Leena Toros
 Seiyū: Ayako Kawasumi
Leena Toros es la hija del encargado del equipo Blitz: Steve Toros. Es una chica de dieciséis años ruidosa y orgullosa, con mucha sensibilidad y pequeña temperalidad, atacando a otros en manera cómica. Ella pilotea dos diferentes tipos de Zoids durante la serie, un Dibison y un Gunsniper.
Leena es asediada muchas veces por las continuas muestras de amor de Harry Champ. Ella no siente amor alguno por él, pero de vez en cuando usa los sentimientos de Harry en su contra.
En la versión original japonés, su nombre real es Rinon Toros (リノン・トロス  Rinon Toros?).
Brad Hunter
 Seiyū: Masaya Matsukaze
Brad Hunter es un piloto que empieza su cuidado como un mercenario. Durante la serie pilotea el Comando Wolf, pero luego usa un prototipo robado del Dr. Laon del Equipo Backdraft, el Shadow Fox.
Brad posee una resistencia física notablemente alta, demostrado en un caso cuando el Dr. Layon lo pegó en un simulador de la G-Force-esque y él conservó el sentido a pesar de la fuerza mortal ejercida sobre él.
Debido a su naturaleza mercenaria, Brad nunca combatirá en peleas sin una gran recompensa, aunque sus demás compañeros estén en problemas.
En la original versión japonesa, el personaje se llama Ballad. El apellido de Brad nunca se da en la serie, pero otras fuentes lo llaman "Hunter".
Jamie Hemeros
 Seiyū: Mitsuki Saiga
Jamie Hemeros sirve como el ayudante del Dr. Steve Toros, el estrategista del Equipo Blitz, el controlador de combate, y ocasionalmente como piloto de algún Zoid aéreo (ocasionalmente un Pteras). Sus compañeros lo creen huérfano por una falsa información que les da el Dr. Toros, pero de hecho su padre aún vive, y con catorce años, él es el menor del equipo Blitz. Empezó piloteando un Pteras, pero luego este fue cambiado por un Raynos, el mismo tipo de Zoid que piloteaba su padre.
Jamie cuida a sus compañeros de equipo, quienes lo molestan a menudo no haciéndole caso a sus consejos y planes de batalla. Se cree que su apellido se deriva de Hermes, el dios mensajero con alas. Sus habilidades como piloto son extraordinarias, y son mejores cuando se convierte en el Águila Valiente.
El Águila Valiente:
Las capacidades supersónicas del Raynos le permite a Jamie convertirse en el Águila Valiente. El águila Valiente se retrata como la personalidad contraria de Jamie, y se puede considerarle como un piloto experto. Sin embargo, su habilidad se contrapesa a menudo por su arrogancia engreída, que da lugar generalmente a daño grave al Raynos, y un período de inconsciencia para Jamie.
La transformación al Águila Valiente parece ser compartida por la familia Hemeros, como el padre de Jamie, Oscar, quien poseía las mismas habilidades y cambios de personalidad al pilotear ciertos Zoids.
Steve Toros
 Seiyū: Daiki Nakamura
Steve Toros es el encargado del Equipo Blitz, (pero también sirve como inventor y de vez en cuando el regulador de combate en vez de Jamie) cuyos hijos son Lina y Leon Toros. Él, el Dr. Laon y Oscar eran viejos amigos, pero cuando el Dr. Toros se casó con el amor de Laon (la madre de Lina y Leon), Laon desarrolló un resentimiento contra el Dr. Toros y rechaza a perdonarlo (sus sentimientos no van en contra de Lina, a quien le dice que se asemeja mucho a su madre).
El Dr. Toros es de 38 años, pareciendo impulsivo, sobredramático e inmaduro ocasionalmente, pero sobre todo es un hombre bien informado. Él construyó un sistema de armadura CAS (Changemize Armor System) cambiable solo para el Liger Zero.
A menudo se le ve jugando con pequeños modelos Zoids, tomando verdadero pánico de manera cómica cuando accidentalmente rompe una pieza de estos juguetes. Él está tan encariñado con ellos que tiene hasta una colección de estos sobre su cama, cada vez que él duerme o se relaja.

### Personajes secundarios
Oscar Hemeros
 Seiyū: Yukimasa Kishino
Un buen amigo del Dr. Toros, quien creció con la misma ambición común de inscribirse a las ligas Zoids. Él es el culpable de la pelea amarga entre el Dr. Toros y el Dr. Raon. El Dr. Raon le había pedido a su amigo el Dr. Toros a que le escribiera una carta a la madre de Lina, y éste a su vez le pidió a Oscar para que se lo escribiera por él. Lo que Oscar no sabía era que la carta era por parte de Raon, así lo firmó con el nombre del Dr. Toros.
Oscar era uno de los pilotos zoids aéreos más grandes de su tiempo, ganándose el apodo de "El Águila Valiente", por su maestría de trucos y maniobras aéreos. Sin embargo un día, él perdió control de su Raynos y se estrelló. El accidente lo forzó en la jubilación anticipada de las ligas, aunque él todavía pilota Zoids aéreos en ajustes más ocasionales. Él envió a su hijo, Jamie, para ayudar al Dr. Toros.
Doctor Raon
Seiyū: Yuichi Nagashima
Inicialmente era uno de los mejores amigos del Dr. Toros hasta que por una carta de amor se distanciaron. Está asociado con el Equipo Backdraft, y a veces trata de reclutar pilotos (Harry Champ, Brad Hunter, Los Tigres) para retar al Equipo Blitz y ganarles. Se cree que su razón para unirse al Equipo Backdraft fue el alcohol.
Aunque odia muchísimo al Dr. Toros, le tiene mucho cariño a su hija, Lina (por la única razón que le hace recordar a su madre).
Harry Champ
 Seiyū: Wataru Takagi
Él es un hombre "nacido para ser un campeón", frase célebre durante sus apariciones. Él es un heredero de la gran fortuna que le tienen sus padres, junto con su hermana Mary Champ, pero él no toma en cuenta esas fortunas cuando se enamora perdidamente de Lina Toros. Harry también posee dos robots llamados Benjamin y Sebastian (con un carácter muy humano en ambos), quienes ayudan a Harry en la reparación y mantenimiento de sus Zoids, pero también como parte del equipo en las batallas. Debido a su fortuna, él posee una gran variedad de Zoids, "desde un Gojulas hasta unas Cannon Tortoises". Él es considerado un buen piloto, y más con ayuda de su fortuna para reacondicionar los Zoids con mejores piezas y armamentos, pero siempre cae ante el equipo Blitz, quienes ya no consideran a Harry un reto, a pesar de que este los reta una y otra vez.
Su Zoid principal es un Dark Horn, pero también ha usado muchos más como: Shield Liger, Gordos, Red Horn, Iron Kon etc.
Jack Cisco
 Seiyū: Keiji Fujiwara
Es un mercenario talentoso, usualmente es contratado por otros pilotos capaces de pagar lo que el pide, pero una vez dentro, el organiza sus propias estrategias llevándolo a la victoria, pero a costa del deterioro de los Zoids de sus "compañeros" de equipo. Jack nunca había perdido una batalla hasta que luchó contra los Blitz, siendo vencido por Bit en una batalla de velocidad. El pilotea un zoid tipo guepardo, el Lightning Saix. Su personalidad se representa como arrogante y distante. Inicialmente trabajó independientemente, solo buscando ganar y obtener buena paga, pero su batalla con Bit le despertó esa emoción que nunca había sentido, ahora buscando su revancha.
Más adelante trabaja con dos compañeras de equipo, las hermanas Kelly y Chris Tasker, quienes también tienen un Lightning Saix cada una, y muy buenas pilotos en ello. Gracias a esto, en su revancha, Jack y las hermanas Tasker fueron uno de los pocos equipos que vencieron a Bit y al equipo Blitz.
Naomi Fluegel
 Seiyū: Rio Natsuki
Una mujer piloto a quien apodan "El Cometa Rojo", por sus habilidades de esconderse y ataques de larga distancia. Ella pilotea un Gunsniper rojo especializado en atacar desde un escondite. Al principio, Naomi era una piloto independiente, hasta que Leon Toros la invitó a formar parte del Equipo Flugel.
Nadie antes la había derrotado con las 1000 yardas (910 m) de su Gunsniper, hasta que lo hizo el Equipo Blitz (Bit Cloud y su Liger Zero).
También se demuestra que Brad y ella tienen intereses románticos el uno por el otro.
Leon Toros
 Seiyū: Susumu Chiba
Es hijo del Dr. Toros. Era parte del equipo Blitz antes de que Bit se les uniera. Siendo vigorizado por el potencial de Bit como piloto zoid, Leon deja el equipo para conocer mejor el mundo. Más adelante se hace socio de Naomi Fluegel.
Leon pilotea un Shield Liger al principio de la serie, pero luego de muchas derrotas, su Liger es destruido, y camino sin rumbo por un desierto, para luego encontrar un Red Blade Liger, deambulando sin piloto. Leon lo conserva y sus habilidades empiezan a crecer, retando a Bit Cloud y su Liger Zero a una batalla cuerpo a cuerpo.
Los zoids que él pilotea se parecen a los que usa Van Freiheight, protagonista de Zoids: Chaotic Century.
Chris y Kelly Tasker
Seiyūs: Ryoka Yuzuki y Kumiko Higa
Son dos hermanas gemelas que se unen al equipo de Jack Cisco. Las dos mujeres pilotean un Lightning Saixcada una, y siendo buenas en ello.
Las dos se pueden distinguir por sus trajes: Kelly viste de verde mientras que Chris de azul.
Kirkland, Omari, y Lineback
Seiyūs: Michio Miyashita, Takatsugu Awazu y Jin Horikawa
Estos tres conforman el Equipo Tigres. Teniendo una gran reputación de perdedores, el Dr. Raon les ofrece su ayuda y viven en una época de victorias.
Son molestados a menudo por Bit, quien los llama el "Equipo Miau Miau".
Mary Champ
 Seiyū: Akiko Hiramatsu
Es la hermana mayor de Harry Champ, quien se preocupa de que su hermano se case y busque otra vida que no tenga nada que ver con batallas zoids. Al enamorarse del Liger Zero de Bit, le reta al Equipo Blitz para obtenerlo.
Jueces robots
 Seiyū: Jin Horikawa
Estos robots sirven como árbitros que son enviados en cada batalla zoid aceptado por la ZBC (Zoids Battle Commission). Aparte de tener inteligencia artificial, los jueces robots fueron desarrollados para ser más antropomórficos mientras se desarrollaba la serie.
En el episodio 18, Benjamin se enamora de un juez (por tener una frecuencia similar); en el episodio 20, un juez lucha contra un juez negro mientras registra el Shadow Fox de Brad como parte del Equipo Blitz; y en los últimos tres episodios, un juez llama erróneamente Equipo Gatos al Equipo Tigres, causando que éstos pierdan el equilibrio, perdiendo así.

### Equipo Backdraft
El Equipo Backdraft, cuyo objetivo principal es la de capturar los zoids Ultimate X, es un grupo que actúa para minar las batallas de la ZBC (Zoids Battle Commission), creando así batallas ilegales. Es notorio sus tácticas despiadadas, secretas y a menudo peligrosas de la batalla. Los miembros más destacados del equipo son:
Vega Obscura
 Seiyū: Motoko Kumai
Es un piloto de 11 años, quien usa un Berserk Fury. Él es un niño prodigio que puede presentir los movimientos del zoid rival. Él y Bit se encuentran nuevamente al final de la Copa Suprema, quien es derrotado.
Sarah
 Seiyū: Keiko Aizawa
Es un miembro de alto rango dentro del equipo Backdraft, y también una persona muy cercana de Vega. Aunque generalmente se muestra fría y severa, ella exhibe su lado maternal hacia Vega, él es la única persona a quien realmente cuida. Incluso después de estar a punto de ser atrapada por la ZBC, a ella sólo le preocupaba de si Vega estaba bien.
Altail
 Seiyū: Sōichirō Tanaka
Altail es el director general, y cree la existencia de los Ultimate X, tratando de encontrarlos. Después de que Sarah le robase su puesto, trata de ir en contra de ella para recuperarlo.
Capitán Stigma Stoeller
 Seiyū: Shunsuke Sakuya
Es el piloto del Elefander, un miembro mayor del equipo Backdraft y altamente respetado, hasta que Bit lo derrota. Es un hombre con gran honor y renuncia al equipo para poder estar en batalla no ilegales.
Capitán Sanders
 Seiyū: Kentarō Itō
El capitán Sanders es el ayudante del piloto del Elefander, Stigma Stoeller. Es un experto en el uso de Elefander y mira las cosas desde el punto de vista como Stoeller. Al final se le ve celebrando el fin del torneo junto con Stoeller y Pierce.
Juez negro
 Seiyū: Sōichirō Tanaka
El equipo Backdraft emplea sus propios jueces junto con sus satélites, pintados de negro, opuestos al blanco del ZBC. Ellos están bien ligados al equipo Backdraft y sólo apoyan a los equipos que estén con ellos.

### Zoids

#### Banda BackDraft
Saber Tiger
Zabat
Berserk Fuhrer también conocido como  Lider Alter 
Elefander Máquina zoid más poderosa de la banda
Whale King También referido como Ballenero por el Dr. Layon
Geno Saurer

#### Equipo Los Tigres
Saber Tiger - Versión Modificada

#### Equipo Fluegel
Gun Sniper - Versión modificada para disparos a larga distancia
Blade Liger

#### Equipo Blitz
Liger Zero
Dibison
Gun Sniper - Versión de asalto y fuego sostenido
Command Wolf
Shadow Fox
Pteras
Raynos

#### Equipo Lightning
Lightning Saix

#### Equipo Champ
Gojulas
Canon Tortoise
Stealth Viper
Dark Horn
Iron Kong
Whale King
Saber Tiger

## Lista de episodios
- 1. Comienza la batalla
- 2. La victoria para los dos
- 3. Nace un campeón
- 4. Fraude en la batalla
- 5. Batalla de alta velocidad
- 6. El poderoso Elephander
- 7. Los maleantes
- 8. Los vencedores
- 9. El equipo Luna
- 10. Ataque de los tigres feroces
- 11. La revancha de Jack
- 12. La extorsión de Zero
- 13. El regreso de Águila Valiente
- 14. Leena en peligro
- 15. Leon otra vez
- 16. El rival rojo
- 17. El descanso de los guerreros
- 18. Campo de batalla de los enamorados
- 19. La tercera armadura
- 20. La traición de Brad
- 21. Harry, rehén por amor
- 22. El dragón oculto en el mar
- 23. El dragón despierta
- 24. Festival de héroes
- 25. Sobrevivientes
- 26. El milagro de Zero

## Banda sonora
Opening
- "No Future" por Nanase Aikawa.

Ending
- "Sasuraibito" por DASEIN
- "No Future (Instrumental)" por Nanase Aikawa.

Cabe destacar que en la versión latinoamericana se usó el opening de Chaotic Century

## Enlace con Zoids: Chaotic Century & Guardian Force
La trama de Zoids New Century/Zero transcurre alrededor de 100 años después de los eventos del primer anime, sin embargo se realizan sútiles referencias a la primera serie y a sus acontecimientos, que de alguna u otra forma han moldeado el mundo en el que ahora se desarrollan las batallas Zoids Reglamentarias. Tales como:
1. El Sistema Organoide original creado por los zoidianos, es mencionado varias veces y se muestra la aparición de zoids creados con este sistema pero implementado de manera artificial; como lo son Liger Zero y Berserk Fury (Lider Alter).
2. El lightning Saix fue presentado como un prototipo experimental, único en su tipo durante Guardian Force. En New Century, el Zoid ha pasado a ser de producción regular y ahora puede ser adquirido de forma privada.
3. Se menciona al Blade Liger como un Zoid único en su tipo y extremadamente raro. En la serie, León Toros se hace de uno de color rojo a lo que su padre, el Dr. Toros, menciona que uno rojo es inclusive más raro.
4. El cañón de partículas eléctricas fue concebida como un arma mortífera durante los acontecimientos de Chaotic Century y Guardian Force, sin embargo durante New Century al parecer se han diseñado contramedidas para luchar contra esta arma.
5. La Banda Backdraft posee en uno de sus edificios la cola del Death Stinger con un cañón de partículas eléctricas con la cual disparan y derriban el satélite de las cápsulas de los jueces
6. El Geno Saurer, al igual que el Blade Liger, es también considerado bastante raro y los protagonistas se sorprendieron al ver que uno de los equipos poseían 3 de ellos.
7. En uno de los anuncios de TV de las tiendas de Zoids se puede ver la figura del Death Saurer como atractivo publicitario.
8. El Monte Ultrasaurus es el Ultrasaurus equipado con el cañón gravitacional, inoperativo desde de la batalla final contra el Death Saurer manejado por Moonbay en Guardian Force.

En el Episodio 26 del anime, después de vencer al Berserk Fury (Lider Alter) y el equipo Blitz fuera declarado ganador de la copa del rey, se le concede a Bit Cloud la oportunidad de entrar en el Monte Utrasaurus y utilizar el Zoid Gear para conocer parte de la historia de los Zoids y sus batallas; luego de introducir las palabras "Libertad" y "Valor" como contraseña, se desbloquea un pequeño extracto haciendo referencia a Van Freiheit y sus hazañas que recita:

Libertad y Valor[..] Un joven buscó el alma de la libertad que emana de la aventura....y en un mundo adosado por el conflicto, él lucho por la paz. Cada nube, cada brisa en el cielo sereno presagiaba algo mejor...y esa había sido su motivación...Contribuir a una vida mejor, sin excepciones.